# Tephrina cogitata
Tephrina cogitata là một loài bướm đêm trong họ Geometridae.